# La Perla (Chihuahua)
La Perla es una localidad fantasma en el municipio de Camargo, en el estado mexicano de Chihuahua. Es conocida principalmente por su cercanía a zonas de explotación minera, particularmente la Mina La Perla, que ha sido una de las fuentes más importantes de hierro en la región. Se encuentra a 92 kilómetros de su cabecera municipal, Santa Rosalía de Camargo.
La mina fue operada por Minera del Norte S.A. de C.V., subsidiaria de Altos Hornos de México (AHMSA), una de las mayores empresas siderúrgicas del país. Tras el declive de la actividad minera, la localidad quedó prácticamente deshabitada.

## Historia
La localidad de La Perla fue fundada en la década de 1950 en el municipio de Camargo, Chihuahua, tras el descubrimiento de yacimientos de hierro en la región. La mina, operada por Minera del Norte S.A. de C.V., una filial de Altos Hornos de México (AHMSA), fue un motor económico clave durante las décadas de 1960 y 1970. En su apogeo, La Perla contaba con una población de entre 1,500 y 2,000 habitantes, formada principalmente por trabajadores mineros y sus familias. Durante este período, la comunidad creció con viviendas, escuela, clínica y otros servicios para sus residentes, apoyada completamente por la actividad minera.

### Actualidad
A medida que las reservas de hierro se agotaron, la actividad minera disminuyó progresivamente, lo que llevó a una caída en la población. En 2010, La Perla aún contaba con 943 habitantes, y para 2020 esta cifra había descendido a 866 personas. Sin embargo, para 2024, se estima que la población es de menos de 100 personas en gran parte debido a la pausa en la operación de la mina desde 2021, lo que confirma su estatus como una localidad fantasma. La mayoría de los edificios y servicios están abandonados, y solo algunos antiguos trabajadores de la mina y sus familias permanecen en la zona.

## Geografía
La Perla se encuentra ubicada en el municipio de Camargo, Chihuahua, cuya cabecera municipal es Santa Rosalía de Camargo. Esta localidad está situada en una región montañosa del Desierto de Chihuahua, con coordenadas geográficas de 28°18'20.06651"N, 104°33'2.95322"W y una altitud de aproximadamente 1,582 metros sobre el nivel del mar.
La Perla está a unos 92 kilómetros (en dirección Sudeste) de Santa Rosalía de Camargo, que es la población más cercana. Se comunica a través de caminos rurales que conectan con las carreteras estatales de la región. Además, cuenta con acceso a rutas ferroviarias que la conectan con otras localidades importantes, como Hércules, Laguna del Rey y Monclova, Coahuila.
Rodeada por un paisaje árido y rocoso, La Perla presenta una vegetación escasa, adaptada a las condiciones climáticas desérticas. Sin embargo, el aislamiento geográfico y la disminución de la población han dejado a La Perla como un lugar deshabitado, donde la naturaleza ha comenzado a reclamar el espacio que antes ocupaban las construcciones y la actividad humana.

## Demografía
Según el Conteo de Población y Vivienda del Instituto Nacional de Estadística y Geografía (INEGI), la demografía de La Perla, ha experimentado un descenso significativo en las últimas décadas. En 2010, la localidad contaba con 943 habitantes. Para 2020, la población descendió a 866 personas, debido principalmente a la disminución de la actividad minera.

En 2024, se estima que la población ha caído por debajo de los 100 habitantes, en gran parte debido a la pausa en la operación de la mina y la falta de servicios básicos esenciales, lo que ha provocado la migración de la mayoría de los residentes en busca de mejores oportunidades económicas. Actualmente, los pocos residentes que permanecen, en su mayoría antiguos trabajadores mineros, han decidido quedarse en la zona con la esperanza de que las actividades de la mina sean reactivadas.
| Gráfica de evolución demográfica de La Perla entre 1963 y |
|                                                           |
| Fuente: INEGI                                             |